# Поцало
Поцало (итал. Pozzallo) је насеље у Италији у округу Рагуза, региону Сицилија.
Према процени из 2011. у насељу је живело 18166 становника. Насеље се налази на надморској висини од 11 м.

## Становништво
Према резултатима пописа становништва 2011. у општини је живело 18.929 становника.
| 1931.  | 1936.  | 1951.  | 1961.  | 1971.  | 1981.  | 1991.  | 2001.  | 2011.  |
| ------ | ------ | ------ | ------ | ------ | ------ | ------ | ------ | ------ |
| 10.923 | 10.090 | 12.092 | 12.253 | 12.599 | 15.068 | 17.176 | 17.936 | 18.929 |